# Ruger SR1911
La Ruger SR1911 è una pistola semi-automatica, creata sulla base della pistola M1911,  prodotta dall'azienda statunitense Sturm, Ruger & Co.

## Caratteristiche
Come l'M1911, il Ruger 1911 è solo azione singola. Ha anche caratteristiche come la sicurezza della presa di castoro e la sicurezza del pollice azionabile manualmente. Oltre a queste due sicurezze, Ruger SR1911 dispone anche di un dispositivo di disconnessione, arresto del cursore e posizione di mezzo rubinetto. Sebbene la serie 80 di Colt abbia sviluppato una sicura del blocco del percussore a scatto e Kimber e Smith & Wesson utilizzano una sicurezza dello spinotto Swartz, che è gestita dalla sicurezza della presa; La pistola Ruger SR1911 è dotata di un percussore in titanio e di una molla a percussione pesante, che elimina la necessità di un percussore, offrendo una funzionalità di sicurezza aggiornata senza compromettere il peso del grilletto.
Per migliorare la qualità, la canna e le boccole in acciaio inossidabile sono tutte prodotte dalla stessa barra e dalla stessa macchina. Caratteristiche come una porta di espulsione maggiorata e un ampio caricatore aumentano le prestazioni dell'arma. L'SR1911 ha anche una porta di ispezione visiva che consente la conferma visiva che la camera è caricata.
Dal punto di vista del design, è quasi identico a M1911A1. Dopo che la pistola è stata sparata, l'energia di rinculo sposta leggermente il vetrino all'indietro. A questo punto, un anello di lancio sotto la canna fa ruotare la parte posteriore della canna verso il basso, fuori dai recessi delle alette di bloccaggio nella slitta, e la canna viene fermata facendo contatto con le alette inferiori della canna contro la superficie di impatto verticale del telaio. Mentre la slitta continua all'indietro, un artiglio estrattore estrae il bossolo dalla camera di cartuccia e un eiettore colpisce la parte posteriore del bossolo, facendolo ruotare e allontanandolo dalla pistola. Il vetrino si arresta e viene quindi spinto in avanti da una molla per rimuovere una cartuccia nuova dal caricatore e introdurla nella camera di cartuccia. Alla fine del viaggio, la slitta si blocca nella canna ed è pronta a sparare di nuovo.

## Varianti
SR1911: presenta una diapositiva da 8.67 "con canna da 5", una capacità di magazzino standard di 8 + 1 e un peso di 39 once. Costruito in acciaio inossidabile a basso abbagliamento.
SR1911 Commander (SR1911CMD): ha una lunghezza complessiva più corta di 7,75 ", una lunghezza della canna più corta di 4,25", una capacità del caricatore ridotta di 7 + 1, e un peso a vuoto più leggero di 36,40 once. Costruito anch'esso in acciaio inossidabile a basso impatto ambientale. SR1911 Lightweight Commander (SR1911LWCMD): Stessa lunghezza complessiva di 7,75 ", lunghezza del cilindro più corta di 4,25", stessa capacità del caricatore di 7 + 1, e un peso ancora scarico più leggero di 29,3 once, grazie al suo telaio in alluminio anodizzato leggero, piuttosto che acciaio inossidabile. Questo rende anche il Lightweight Commander una pistola bicolore.